# Kling, Glöckchen, klingelingeling
Kling, Glöckchen, klingelingeling (en français : Tinte, clochette, ting-a-ling-a-ling) est un chant de Noël allemand, publié pour la première fois en 1854.

## Histoire
Le texte est écrit par Karl Enslin sous le titre Christkindchens Einlass et paraît pour la première fois en 1854 dans le deuxième numéro de la collection Liederquelle, édité par le compositeur Benedikt Widmann (1820–1910). Widmann avait reçu la permission d'Enslin d'utiliser un certain nombre de ses poèmes pour enfants encore non imprimés, y compris Christkindchens Einlass, pour sa collection, et avait invité un certain nombre de compositeurs à mettre en musique les textes d'Enslin. La mélodie de la première édition est composée par Wilhelm Speyer, mais cette mélodie ne correspond pas à celle chantée aujourd'hui. Enslin aurait également publié le texte dans son recueil Lieder eines Kindes (1855).
Le compositeur de la mélodie connue aujourd'hui n'a pas encore été identifié. La croyance pour Benedikt Widmann est évidemment basée sur une confusion. On constate souvent que c'est un air folklorique allemand traditionnel. En 1862, la mélodie apparaît dans un recueil édité par Heinrich Oberhoffer avec quelques déviations, sans compositeur, sous le titre Christlichen Ankunft. En 1873, cette mélodie est réimprimée dans le septième volume de la collection Geistlicher Christbaum publié par Johann Nepomuk Ahle, qui à son tour est publié en 1882 dans le livre de chansons en langue allemande Liederlust und Psalter, que Heinrich Liebhart publie pour une utilisation dans les écoles du dimanche méthodistes et les familles à Cincinnati. Déjà en 1865, la mélodie paraît un peu plus variée dans un recueil de chansons pour enfants avec le compositeur B. Widmann.
Carl Reinecke compose une autre mélodie pour le texte d'Enslin en 1875 sous le titre Christkindchens Einlass op.138 n°2.

## Paroles
| texte allemand | texte français |
| --- | --- |
| Kling, Glöckchen, klingelingeling, kling, Glöckchen, kling! Lasst mich ein, ihr Kinder, ist so kalt der Winter, öffnet mir die Türen, lasst mich nicht erfrieren! Kling, Glöckchen, klingelingeling, kling, Glöckchen, kling! Kling, Glöckchen, klingelingeling, kling, Glöckchen, kling! Mädchen, hört, und Bübchen, macht mir auf das Stübchen! Bring euch viele Gaben, sollt euch dran erlaben. Kling, Glöckchen, klingelingeling, kling, Glöckchen, kling! Kling, Glöckchen, klingelingeling, kling, Glöckchen, kling! Hell erglühn die Kerzen, öffnet mir die Herzen! Will drin wohnen fröhlich, frommes Kind, wie selig. Kling, Glöckchen, klingelingeling, kling, Glöckchen, kling! | Tinte, clochette, ting-a-ling-a-ling, Tinte, clochette, tinte ! Laissez-moi entrer, les enfants Il fait si froid l'hiver, Ouvrez-moi la porte, Oh, ne me laissez pas geler ! Tinte, clochette, ting-a-ling-a-ling, Tinte, clochette, tinte ! Tinte, clochette, ting-a-ling-a-ling, Tinte, clochette, tinte ! Filles et garçons, écoutez-moi, Ouvrez-moi la pièce! Je vous apporte beaucoup de cadeaux, Vous devriez les aimer. Tinte, clochette, ting-a-ling-a-ling, Tinte, clochette, tinte ! Tinte, clochette, ting-a-ling-a-ling, Tinte, clochette, tinte ! Les bougies brillent ardemment, Ouvrez-moi vos cœurs J'y entrerai gaîment Saint enfant, tant béni ! Tinte, clochette, ting-a-ling-a-ling, Tinte, clochette, tinte ! |